# Culleraire (eina)

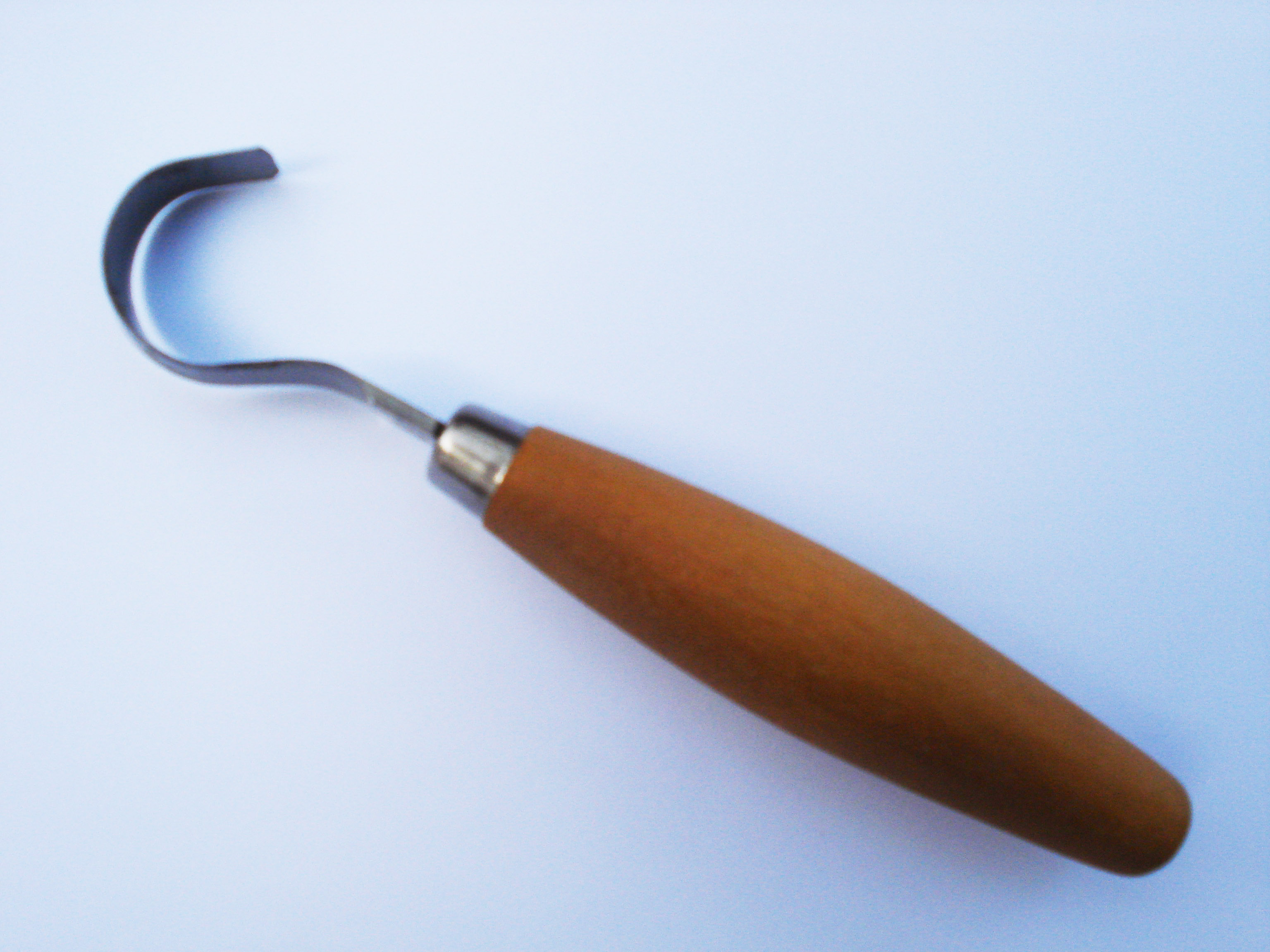
Un culleraire fabricat a Suècia

El culleraire (també anomenat gratussa) és un ganivet corbat que s'usa en la fabricació de culleres de fusta per fer els buidats. Consisteix en un mànec, generalment de fusta, del qual surt una fulla en forma d'interrogant amb tall a una o ambdues bandes. Tradicionalment, era usada principalment per pastors (juntament amb una navalla) per fer culleres de boix, ja que els culleraires professionals solien fer els buidats amb gúbia i d'altres eines especialitzades com la legra. A Catalunya, encara se'n fabriquen a Solsona.